# Senza parole (film)
Senza parole è un cortometraggio del 1996 diretto da Antonello De Leo.

## Trama
Celestino trova lavoro come lavapiatti a Roma. Viene discriminato da tutti per via delle sue radici meridionali. Un giorno conosce Rosa, una cliente abituale del ristorante, e si innamora della giovane. È una ragazza muta e molto timida. Per fare colpo su di lei, si finge muto.

## Riconoscimenti
- 1996 – David di Donatello
  - David di Donatello per il miglior cortometraggio
- 1997 – Premio Oscar
  - Candidatura al premio Oscar al miglior cortometraggio